# Pareulepis sulcatisetis
Pareulepis sulcatisetis is een borstelworm uit de familie Eulepethidae. Het lichaam van de worm bestaat uit een kop, een cilindrisch, gesegmenteerd lichaam en een staartstukje. De kop bestaat uit een prostomium (gedeelte voor de mondopening) en een peristomium (gedeelte rond de mond) en draagt gepaarde aanhangsels (palpen, antennen en cirri).
Pareulepis sulcatisetis werd in 1962 voor het eerst wetenschappelijk beschreven door Jones.